# دانشگاه عجمان
دانشگاه عجمان (به عربی: جامعة عجمان) در ۱۷ ژوئن ۱۹۸۸ به عنوان اولین دانشگاه خصوصی در شورای همکاری خلیج فارس تأسیس شد. دانشگاه عجمان (AU) همچنین اولین دانشگاه در امارات متحده عربی است که دانشجویان خارج از کشور را تحت نام نهاد «کالج علوم و فناوری دانشگاه عجمان» پذیرفت. این مؤسسه به «دانشگاه علم و صنعت عجمان» تغییر نام داد ولی در سال ۲۰۱۸ مجدداً به «دانشگاه عجمان» تغییر نام داد.

## دانشکده‌ها

### دانشکده معماری، هنر و طراحی
- لیسانس مهندسی ساختمان و مدیریت ساخت و ساز
- لیسانس معماری[۱]
- لیسانس طراحی داخلی[۲]
- کارشناسی ارشد طراحی شهری[۱]

### دانشکده مدیریت بازرگانی
- لیسانس مدیریت[۳]
- لیسانس علوم بازاریابی[۴]
- لیسانس علوم در امور مالی
- لیسانس حسابداری
- کارشناسی ارشد مدیریت بازرگانی (بازاریابی)
- کارشناسی ارشد مدیریت بازرگانی (مدیریت منابع انسانی)
- کارشناسی ارشد مدیریت بازرگانی (مدیریت مالی)
- دکترای مدیریت بازرگانی (DBA)